# Alarba (kommunhuvudort)
Alarba är en kommunhuvudort i Spanien.   Den ligger i provinsen Provincia de Zaragoza och regionen Aragonien, i den nordöstra delen av landet, 200 km öster om huvudstaden Madrid. Alarba ligger 852 meter över havet och antalet invånare är 141.
Terrängen runt Alarba är lite kuperad. Runt Alarba är det mycket glesbefolkat, med 5 invånare per kvadratkilometer. Närmaste större samhälle är Calatayud, 16,7 km norr om Alarba. Omgivningarna runt Alarba är i huvudsak ett öppet busklandskap.